# Iglesia de Velikodolinske
La  iglesia del Salvador de la Transfiguración (en ucraniano: Храм Спаса Преображення), también conocida anteriormente como la iglesia luterana de Velikodolinske, es una iglesia ortodoxa ucraniana que fue convertida desde el original templo luterano alemán en Velikodolinske, Ucrania.   

## Historia
La ciudad fue fundada por el gobernador de Odesa Armand Emmanuel du Plessis alrededor de 1803 con el nombre alemán de Grossliebental (en alemán: Großliebental) y habitada por familias de colonos alemanes de Württemberg, los que serían conocidos como parte de los alemanes del mar Negro. La iglesia luterana original fue construida por los colonos alemanes de Grossliebental en 1848.Por entonces, el pueblo formaba parte de la gobernación de Nueva Rusia y llegó a tener dos iglesias luteranas.

## Arquitectura
El templo destacaba por sus pequeñas columnas octogonales. La cúpula y el campanario se añadieron tras la conversión del templo para su uso por parte de los ortodoxos.  

## Galería

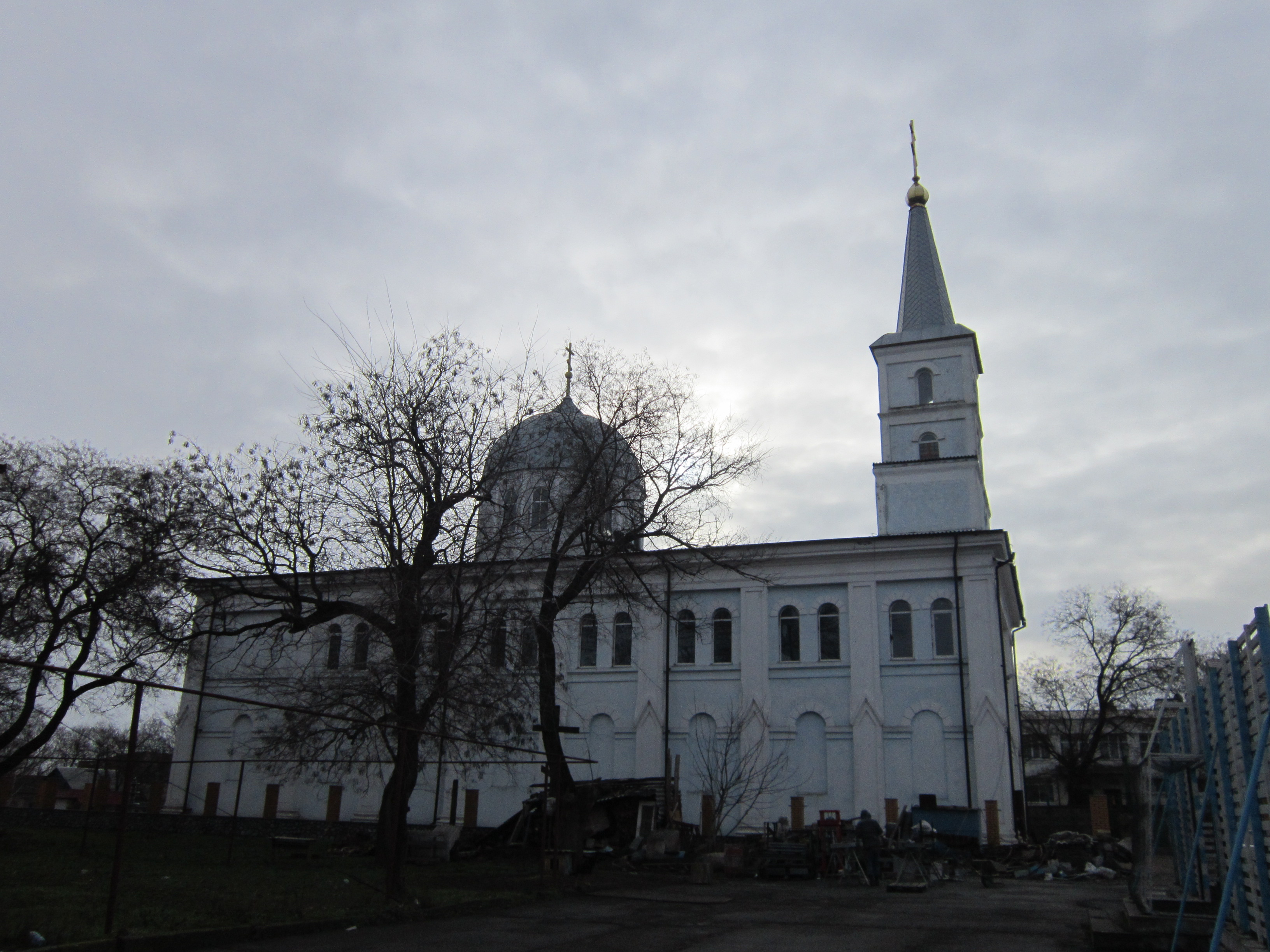
Vista lateral del templo
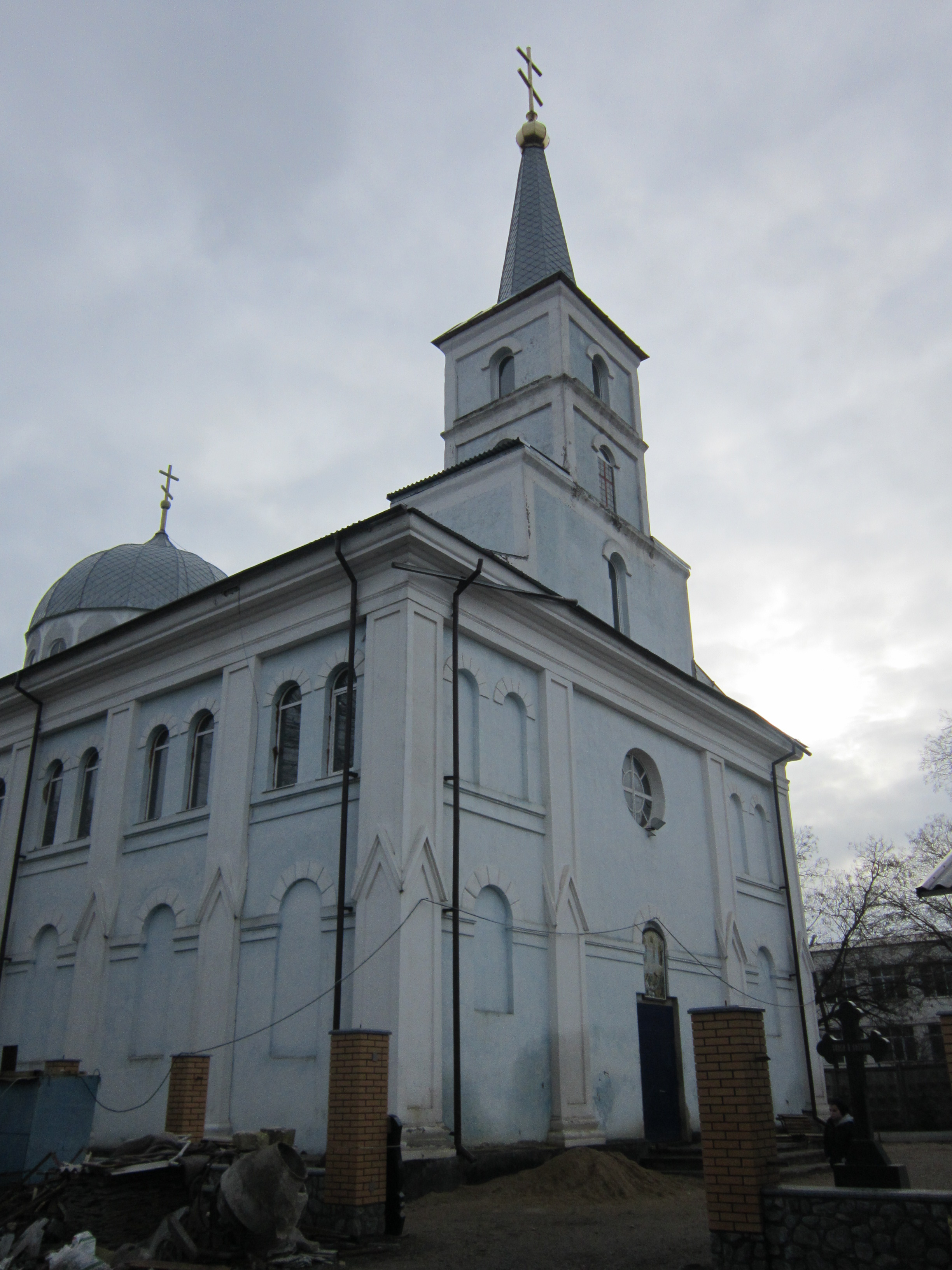
Torre principal